# Perineumonía contagiosa bovina
La perineumonía contagiosa bovina  o pleuroneumonía contagiosa bovina  es una enfermedad propia del ganado bovino, aguda, subaguda o crónica, con afectación pulmonar, pleural y articular. Presenta una extraordinaria importancia económica debido a las pérdidas económicas directas y en mayor proporción a las indirectas producidas.

## Etiología
Mycoplasma mycoides sub. mycoides variedad SC (Small colony) es el agente responsable de la perineumonía contagiosa bovina. Este micoplasma no afecta a otras especies animales. Se encuentra muy relacionado cultural y antigénicamente con el micoplasma responsable de la perineumonía contagiosa en la cabra aunque pueden se diferenciados cultural y antigénicamente. 
Como el resto de micoplasmas presenta un gran pleomorfismo debido a la falta de estructuras rígidas en su pared bacteriana. Desarrolla una forma básica de tipo cocácea que puede sufrir modificaciones a lo largo de su ciclo vital.
Se cultiva bien en condiciones anaeróbicas o microaerofílicas en medios específicos suplementados con antibióticos para inhibir a otros competidores bacterianos o fúngicos.
Mycoplasma mycoides sub. mycoides variedad SC sólo sobrevive en el interior de los animales y es fácilmente inactivado por los distintos factores medioambientales.

## Epidemiología
Reservorio y animales sensibles
El reservorio de la enfermedad es exclusivamente animal debido a la escasa resistencia medioambiental del agente. Este reservorio está representado por los animales infectados, tanto subclínicos como enfermos o aparentemente recuperados, que continúan como portadores y son el principal foco de contagio. En estos animales se producen secuestros pulmonares que bajo determinadas circunstancias estresantes (transporte, hambre, cansancio o enfermedades intercurrentes)  pueden abrirse y activar la eliminación de bacterias.
Es una enfermedad típica del género Bos, afectando tanto a bovinos como a cebúes. Existe distinta susceptibilidad en función de la raza y de la edad. Son más susceptibles las razas europeas que las africanas y los animales menores de 3 años que otros mayores. En zoológicos también se ha observado la enfermedad en bisontes y yaks. Los bóvidos salvajes y los camellos son resistentes.
- Transmisión

Debido a la escasa resistencia del agente en el medio ambiente es necesario un estrecho contacto entre los animales para que se produzca el contagio por lo que es más frecuente la transmisión directa. Aunque esta bacteria puede ser eliminada por una gran número de secreciones y excreciones (saliva, orina, descargas uterinas) la mayoría de las infecciones se producen por inhalación de aerosoles producidos por las toses de animales infectados. En estos casos un gran número de brotes se asocian a la incorporación de un reservorio inaparente a un determinado colectivo que se activa por determinadas circunstancias estresantes.
Conjuntamente con el contagio directo de tipo aerógeno se ha constatado un contagio vertical de tipo transplacentario.
Además del contagio directo, es posible aunque poco frecuente y de corta dirección otro indirecto vehiculado por el agua, alimentos o fómites.
Distribución geográfica
Es una enfermedad endémica en la mayor parte del África subsaharina. En esta zona en la actualidad es la enfermedad bovina que más pérdidas económicas ocasiona. Además está presente en parte de Asia, sobre todo en la India y China, es endémica en Europa  del Este, produciéndose brotes periódicos en la Europa mediterránea (Portugal, España e Italia). En España el último brote se produjo en 1990 pero existen focos activos en Portugal por lo que hay un riesgo cierto de una nueva reintroducción.

## Patogenia
El agente penetra por mucosas respiratorias. Se multiplica lentamente en el epitelio bronquial, bronquiolar y alveolar, produciendo inflamación.
Difunde por continuidad y contigüidad en tejido pulmonar. Puede pasar a vasos sanguíneos y linfáticos una vez en el tejido intersticial, y localizarse en pleura, mediastino y ganglios linfáticos regionales. Vehiculado en macrófagos es susceptible de diseminación sistémica, especialmente en jóvenes. Presenta un marcado tropismo por el tejido intersticial, parénquima pulmonar y serosa pleural.
En las formas sistémicas puede asentarse en articulaciones, originando sinovitis, placenta, causando abortos, y a veces en riñón y otras vísceras. La eliminación se produce a través de los exudados respiratorios y a veces de la orina.
Al principio de la infección, el galactano inhibe la respuesta inmune humoral. La endotoxina vasculotóxica, conjuntamente con la fuerte infiltración mononuclear perivascular, determina extravasación de fluidos (edema intersticial, exudación pleural) y trombosis y embolias, que a su vez ocasionan infartos y necrosis del parénquima pulmonar. 
Estos focos necróticos pueden ser encapsulados (secuestros), produciéndose una aparente mejoría o curación, aunque el agente nunca es eliminado por completo, pudiendo ser liberado de los secuestros bajo determinadas circunstancias estresantes con recidivas clínicas y eliminación de exudados virulentos.

## Clínica
Periodo de incubación en general largo, pudiendo oscilar entre 20 y 123 días. El animal se muestra deprimido, no come, presenta fiebre y tose ante los esfuerzos. Presenta dolor torácico y taquipnea. 
Conforme evoluciona el proceso el animal evidencia cada vez mayor dificultad respiratoria, con la boca abierta, cuello y cabeza extendidos y los codos separados con el objeto de disminuir el dolor torácico e incrementar la capacidad pulmonar (posturas ortopneicas). Por la nariz se elimina flujo nasal viscoso y filante. A la auscultación se hacen patentes crepitaciones y roces pleurales.
Si existe septicemia en las vacas se puede producir poliartritis. Los animales presentan dificultad para los  movimientos, manteniéndose rígidos con la espalda arqueada. Si el dolor es muy intenso, se echan en decúbito lateral con las extremidades extendidas. Las vacas gestantes suelen abortar.
Esta enfermedad frecuentemente evoluciona a la cronicidad con una sintomatología más suave, fiebre baja y recurrente y toses cuando realizan ejercicios, presentando un mal estado en general.
La presentación de la enfermedad es típicamente enzoótica, con una morbilidad del 20-50% y una mortalidad del 15-20%, pudiendo llegar en ocasiones al 90%.

## Lesiones
Las lesiones son bastante características desarrollándose una intensa inflamación pulmonar y pleural. 
Se produce engrosamiento pleural con acúmulo de fibrina que puede provocar adherencia pleural. La cavidad pleural puede contener una gran cantidad de líquido claro, de color amarillo, marrón, conteniendo fragmentos de fibrina que coagula en contacto con el aire. 
En superficie los pulmones pueden presentar depósitos fibrinosos caseosos. La afectación pulmonar es frecuentemente unilateral desarrollándose en el pulmón afectado todos los estadios de inflamación. Se produce un engrosamiento y consolidación de los lóbulos pulmonares afectados. Los tabiques interlobulillares se encuentran ensanchados lo cual confiere al pulmón un aspecto típicamente marmóreo. Estos tabiques se encuentran edematosos e infiltrados de fibrina. En los pulmones afectados es frecuente la presencia de secuestros. 
El pericardio puede presentar las mismas lesiones que las producidas en la pleura con acúmulo de una gran cantidad de líquido. Puede haber presencia de fibrina en determinadas articulaciones.
Microscópicamente se verifica  un importante edema inflamatorio de tabiques interalveolares, trombosis vascular y manguitos de infiltración mononuclear, perivasculares y peribronquiolares.

## Diagnóstico
El diagnóstico clínico es dificultoso. El diagnóstico lesional post mortem es orientativo de la enfermedad. Para confirmarla definitivamente hay que recurrir a un diagnóstico asertivo de tipo laboratorial mediante el aislamiento y la identificación del agente causal. Esta identificación se puede realizar por técnicas bioquímicas o moleculares (PCR) mucho más sensibles y específicas. Debido al carácter crónico de la enfermedad la mayoría de los animales desarrollan anticuerpos por lo que se puede utilizar un diagnóstico serológico mediante FC.

## Tratamiento
Aunque los micoplasmas son sensibles a un gran número de antibióticos in Vitro, su utilización en esta enfermedad únicamente contribuye a un enlentecimiento del proceso e incluso en algunos casos a la formación de secuestros pulmonares que facilitan el desarrollo de portadores inaparentes, por lo que su utilización está contraindicada.

## Profilaxis
Existen vacunas vivas, atenuadas por cultivo en medio artificial o en huevo embrionado, más eficaces éstas (revacunación bianual frente a anual), aunque con mayor virulencia residual que las primeras. En general, son poco estables en conservación y una vez reconstituidas.
Para rebajar el riesgo de difusión sistémica y reacciones violentas, se aplican en el tejido conectivo duro de la cola. La vacunación sólo está permitida en áreas enzoóticas, por iguales motivos que el tratamiento y por interferir con el diagnóstico, y por tanto, con las campañas de erradicación.

## Lucha
En áreas enzoóticas se basa en medidas de control (higiénico sanitarias y de tratamiento) y de prevención (higiénico sanitarias y vacunales), en función de la incidencia del proceso y las posibilidades de reposición. 
En áreas de baja incidencia es preferible la erradicación, basada en diagnóstico precoz y sacrificio de enfermos y sospechosos. 
Una vez erradicada, es preciso mantener medidas rigurosas de cuarentena  de importaciones y policía sanitaria.